# Mickey Gilley
Mickey Leroy Gilley (ur. 9 marca 1936 w Natchez, zm. 7 maja 2022 w Branson) – amerykański muzyk i piosenkarz country.
Posiada swoją gwiazdę na Hollywoodzkiej Alei Gwiazd.